# Mykola Ivanovych Kostomarov
Mykola Ivanovych Kostomarov (tiếng Ukraina: Микола Іванович Костомаров; 16 tháng 5 năm 1817 – 19 tháng 4 năm 1885) hoặc Nikolai Ivanovich Kostomarov (tiếng Nga: Николай Иванович Костомаров) là một trong những nhà sử học Nga-Ukraina nổi tiếng nhất, một trong những người chống chủ nghĩa Norman đầu tiên và là cha đẻ của ngành sử học Ukraina hiện đại. Ông là giáo sư lịch sử Nga tại Đại học St. Vladimir ở Kiev và sau đó là Đại học St. Petersburg, Ủy viên Hội đồng Nhà nước tích cực của Nga, tác giả của nhiều cuốn sách như tiểu sử Bohdan Khmelnytsky, nghiên cứu về Stepan Razin, và cuốn Lịch sử Nga trong tiểu sử của những nhân vật quan trọng nhất gồm ba tập mang tính chất nền tảng của ông (tiếng Nga: Русская история в жизнеописаниях её главнейших деятелей).
Kostomarov còn được biết đến như một trong những nhân vật chủ chốt của hội phục hưng dân tộc Ukraina được biết đến nhiều nhất với cái tên Hội Anh em Thánh Cyril và Methodius, tồn tại ở Kiev từ Tháng 1 năm 1846 đến tháng 3 năm 1847. Kostomarov cũng là một nhà thơ, nhà dân tộc học, người theo chủ nghĩa Đại Sla-vơ và là người thúc đẩy cái gọi là phong trào Narodnik (dân túy) ở Đế quốc Nga.

## Nhà sử học

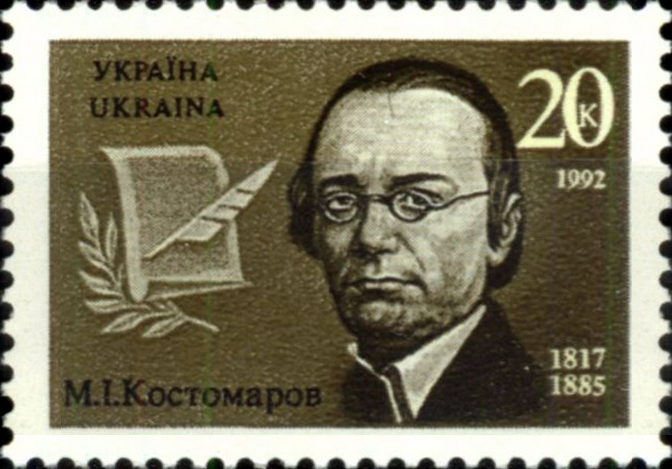
Tem bưu chính in hình Kostomarov năm 1992

Kostomarov là một chuyên gia về văn hóa dân gian Slav Đông. Ông đưa ra ý tưởng rằng có hai loại người Rus', một là những người gốc Kievan, thuộc lưu vực Dnieper, mà ông gọi là người miền Nam nước Nga, và hai là những người gốc Novgorodian, mà ông gọi là người Bắc Nga. Kostomarov quan sát và coi người miền Bắc Nga là bá chủ chính trị của nhà nước Nga. Là một nhà sử học, các bài viết của Kostomarov phản ánh xu hướng lãng mạn của thời đại ông. Ông là nhà sử học Nga đầu tiên sử dụng dân tộc học và dân ca trong lịch sử, và cố gắng phân biệt "tinh thần" của con người, trong đó có cái gọi là "tinh thần dân tộc", bằng phương pháp này. Trên cơ sở các bài dân ca và lịch sử của họ, ông nói rằng các dân tộc của cái mà ông gọi là Người Bắc hay Đại Rus' và Người Nam hay Tiểu Rus' (tương ứng là người Nga và người Ukraina) khác nhau về tính cách và hình thành nên hai dân tộc Nga riêng biệt. Trong bài tiểu luận nổi tiếng Hai dân tộc Nga (tiếng Nga: Две русские народности), một bước ngoặt trong lịch sử tư tưởng của chủ nghĩa dân túy, những gì ông viết được được một số người diễn giải là, tư tưởng của người Nga có khuynh hướng hướng đến chế độ chuyên quyền, chủ nghĩa tập thể và xây dựng nhà nước, và người Ukraina có khuynh hướng hướng đến tự do và chủ nghĩa cá nhân. Bài viết của Kostomarov về vấn đề sự đa dạng tâm lý của người Rus' trong Đế quốc Nga đã có ảnh hưởng đến nghiên cứu khoa học về tâm lý học tập thể ở Đông Âu.

## Chính trị văn hóa

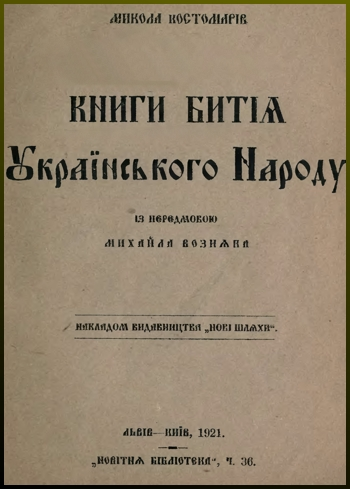
Trong Sách Sáng thế của Nhân dân Ukraina, Kostomarov đã đặt ra các nguyên tắc chính của Hội Anh em Thánh Cyril và Methodius. Một số chuyên gia, ví dụ Myroslav Trofymuk, đã đặt ra câu hỏi về quyền tác giả của văn bản này.

Ông được nhiều người coi là trí thức hàng đầu trong số những người theo chủ nghĩa dân túy. Mykola Kostomarov có vai trò quan trọng trong lịch sử văn hóa Nga và Ukraina. Câu hỏi liệu ông là người "Nga" hơn hay "người Ukraina" hơn lần đầu tiên nảy sinh khi ông vẫn còn sống và vẫn còn là một vấn đề gây tranh cãi. Kostomarov hoạt động tích cực trong lĩnh vực chính trị văn hóa ở Đế quốc Nga với tư cách là người đề xướng hệ thống chính trị liên bang và Đại Sla-vơ. Ông là một nhân vật quan trọng trong phong trào dân tộc Ukraina, một người bạn của nhà thơ Taras Shevchenko, một người bảo vệ ngôn ngữ Ukraina trong văn học và trường học, đồng thời là người đề xướng hình thức dân túy của Chủ nghĩa Đại Sla-vơ, một phong trào phổ biến ở một bộ phận của giới trí thức Nga vào thời đó. Vào những năm 1840, ông đã giúp thành lập một tổ chức chính trị bất hợp pháp có tên là Hội Anh em Thánh Cyril và Methodius ở Kiev (vì tổ chức này mà ông bị bắt, bị bỏ tù và bị đày đến Saratov). Từ năm 1847 đến năm 1854, vì Kostomarov quan tâm đến lịch sử của Tiểu Nga và văn học của nó nên ông bị nghi ngờ có quan điểm ly khai, không được phép viết gì, bị đày đến Saratov và bị cấm giảng dạy hoặc xuất bản. Nhưng sau thời gian này, hoạt động văn học của ông bắt đầu trở lại, và bên cạnh những tác phẩm riêng của mình thì các bài phê bình hàng đầu của Nga như Nước Nga cũ và mới, Sứ giả lịch sử và Sứ giả châu Âu chứa đựng nhiều đóng góp từ ngòi bút có giá trị cao nhất của ông.
Năm 1862, ông buộc phải từ chức chủ nhiệm khoa lịch sử của Đại học Saint Petersburg vì ông có thiện cảm với phong trào cách mạng của những người theo chủ nghĩa tự do, cấp tiến và xã hội chủ nghĩa.
Sau khi bị bắt, ông tiếp tục quảng bá các ý tưởng về chủ nghĩa liên bang và chủ nghĩa dân túy trong tư tưởng lịch sử Ukraina và Nga. Ông có ảnh hưởng sâu sắc đến các sử gia Ukraina sau này như Volodymyr Antonovych và Mykhailo Hrushevsky.

## Nhà văn

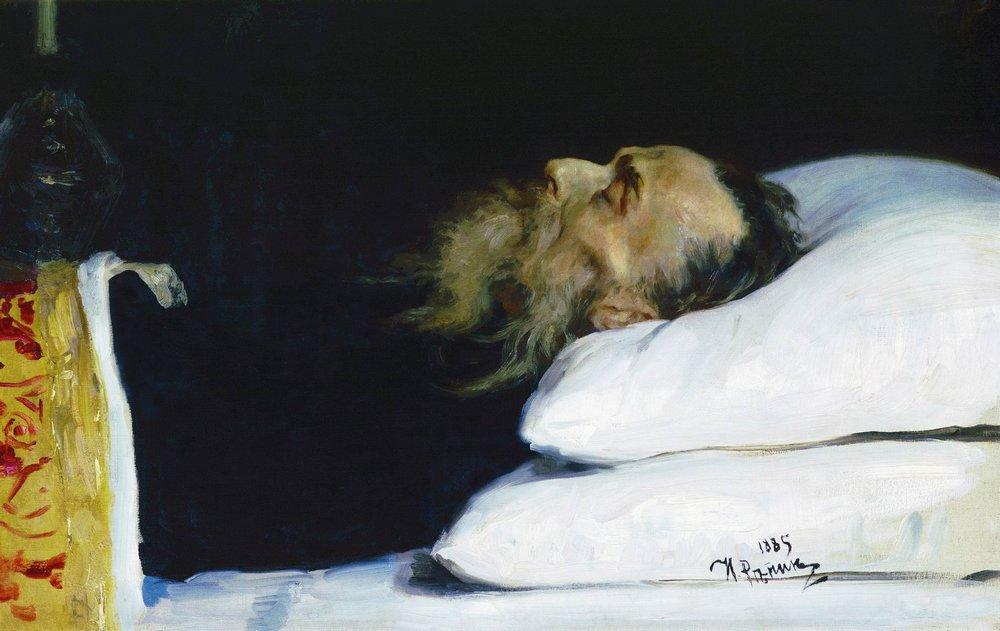
Kostomarov trong Quan tài (vẽ bởi Ilya Repin)

Kostomarov cũng là một nhà văn và nhà thơ theo chủ nghĩa lãng mạn, một thành viên của Trường phái lãng mạn Kharkov. Ông đã xuất bản hai tập thơ dưới bút danh Yeremiia Halka, Ukrainski baliady (Những bản ballad tiếng Ukraina, 1839) và Vitka (The Branch, 1840), cả hai đều chứa những bài thơ lịch sử chủ yếu về Kievan Rus' và Bohdan Khmelnytsky. Ông cũng xuất bản một bài phân tích chi tiết về các bài dân ca vĩ đại của Nga. Thơ của Kostomarov được biết đến vì chứa đựng từ vựng và các yếu tố khác của các yếu tố truyền thống và dân ca mà ông đã thu thập và quan sát trong các nghiên cứu lịch sử về dân tộc học của mình.
Kostomarov cũng viết kịch lịch sử, tuy nhiên chúng không có nhiều ảnh hưởng đến sự phát triển của lĩnh vực này. Ông cũng viết một cuốn tiểu thuyết bằng tiếng Nga (Kudeyar, 1875), và một tiểu thuyết bằng tiếng Nga pha trộn với tiếng Ukraina (Chernigovka, 1881), nhưng những cuốn tiểu thuyết này cũng không mang tầm quan trọng cao.

## Tác phẩm
- Nikolai Kostomarov, Lịch sử Nga trong tiểu sử các nhân vật chính (Русская история в жизнеописаниях её главнейших деятелей), bằng tiếng Nga, có sẵn trực tuyến;
- Nikolai Kostomarov, Về vai trò của Novgorod Đại đế trong lịch sử nước Nga (О значении Великого Новгорода в русской истории), bằng tiếng Nga, có sẵn trực tuyến;
- Nikolai Kostomarov, Hai dân tộc Nga (Две русские народности), bằng tiếng Nga, có sẵn trực tuyến;
- Nikolai Kostomarov, Một số suy nghĩ về vấn đề chủ nghĩa liên bang ở nước Nga cổ (Мысли о федеративном начале в Древней Руси);
- Nikolai Kostomarov, những bài dân ca Nga vĩ đại. Dựa trên các tài liệu mới được xuất bản (Великорусская народная песенная поэзия. По вновь изданным материалам), bằng tiếng Nga, có sẵn trực tuyến;
- Nikolai Kostomarov, Ivan Susanin. Đánh giá lịch sử (Иван Сусанин (Историческое исследование)), bằng tiếng Nga, có sẵn trực tuyến;
- Nikolai Kostomarov, Thời kỳ Đại Loạn trong lịch sử của Sa quốc Nga (Смутное время Московского государства), bằng tiếng Nga, có sẵn trực tuyến;
- Nikolai Kostomarov, miền Nam nước Nga vào cuối thế kỷ 16 (Южная Русь в конце XVI века), bằng tiếng Nga, có sẵn trực tuyến;
- Nikolai Kostomarov, người Bắc Nga và vai trò của họ trong thời kỳ veche. Lịch sử của Novgorod, Pskov và Vyatka (Севернорусские народоправства во времена удельно-вечевого уклада (история Новгорода, Пскова и Вятки)), bằng tiếng Nga, có sẵn trực tuyến;
- Nikolai Kostomarov, Về lịch sử nước Nga được phản ánh qua địa lý và dân tộc học (Об отношении русской истории к географии и этнографии), bằng tiếng Nga, có sẵn trực tuyến